# Maxime Javelly
Maxime Javelly, né le 5 novembre 1907 à Riez (Basses-Alpes) et mort le 26 février 1983 dans le 12e arrondissement de Paris, est un homme politique français.

## Détail des fonctions et des mandats
Mandat parlementaire
- 23 août 1969 - 28 septembre 1980 : sénateur des Alpes-de-Haute-Provence

Mandats locaux
- mai 1945 - 1975 : maire de Riez
- mai 1945 - 1979 : conseiller général des Alpes de Haute Provence, Canton de Riez